# Joseph Butler
Joseph Butler (18 de maio de 1692 - 16 de Junho de 1752) foi um bispo anglicano Inglês e um filósofo. Nasceu em Wantage, Berkshire, Inglaterra.
Em 1736 ele foi feito capelão chefe da mulher do rei Jorge II, Caroline. Em 1738 foi feito bispo de Bristol. Recusou uma nomeação como arcebispo da Cantuária em 1747. Tornou-se bispo de Durham em 1750.
Ele é famoso pelo seu "Sermons on Human Nature" (1726) e "Analogy of Religion, Natural and Revealed" (1736). O "Sermons on Human Nature" é geralmente estudado como resposta à filosofia de Hobbes.
Butler faleceu em 1752 em Bath, Somerset.